# 建设工业集团
建设工业集团（云南）股份有限公司（深交所：002265，简称：建设工业），前称雲南西儀工業股份有限公司，是一间位於中国雲南省昆明市的上市公司，于1939年成立，属于中國兵器裝備集團旗下公司。現任董事長為鲜志刚，總經理為王自勇。
该公司主营以汽车发动机连杆为主的汽车零部件产品、机床及功能部件产品、其他工业产品等三大轴心业务。其股份自2008年在深圳證券交易所中小板上市。

## 外部連結
- 雲南西儀工業股份有限公司 （页面存档备份，存于）